# Anthrax latifimbria
Anthrax latifimbria är en tvåvingeart som först beskrevs av Walker 1852.  Anthrax latifimbria ingår i släktet Anthrax och familjen svävflugor.
Artens utbredningsområde är Colombia. Inga underarter finns listade i Catalogue of Life.